# Inhassunge (distrito)

localização do distrito em Inhassunge

Inhassunge é um distrito da província da Zambézia, em Moçambique, com sede na povoação de Mucupia. Algumas vezes é mencionada como vila sede de Inhassunge. Tem limite, a norte com o município de Quelimane e com o distrito de Nicoadala, a oeste com o distrito de Mopeia, a sul com o distrito de Chinde e a leste com o Oceano Índico. 

## Demografia
Em 2007, o Censo indicou uma população de 91 196 residentes. Com uma área de 745  km², a densidade populacional rondava os 122,41 habitantes por km²,
De acordo com o Censo de 1997, o distrito tinha 87 396 habitantes, daqui resultando uma densidade populacional de 117,3 habitantes por km², fazendo deste distrito o mais pequeno e mais densamente povoado da Zambézia.

## Divisão administrativa
O distrito está dividido em dois postos administrativos (Gonhane e Mucupia), compostos pelas seguintes localidades:
- Posto Administrativo de Gonhane:
  - Gonhane
- Posto Administrativo de Mucupia:
  - Chirimane
  - Ilova
  - Mucupia